# V623 Cassiopeiae
Désignations
V623 Cassiopeiae abrégée en V623 Cas, et autrement nommée HD 19557, est une étoile carbonée et variable de la constellation de Cassiopée. Selon la mesure de sa parallaxe annuelle par le satellite Gaia, l'étoile se situe à environ 1 860 années-lumière du système solaire.

## Propriétés physiques
V623 Cassiopeiae est une étoile carbonée de type spectral C-J4. Une étude utilisant la spectroscopie infrarouge a permis d'établir que l'étoile présente des raies d'absorption marquées de C2, de CN, et de C2H. Au contraire, d'autres espèces moléculaires apparaissent être anormalement sous-abondantes pour une étoile carbonée. Cela suggère que son atmosphère est en équilibre thermodynamique local (ETL).
L'étoile est également une probable variable irrégulière à longue période, dont la magnitude apparente varie entre 7,34 à 7,96. Elle est près de 3 900 fois plus lumineuse que le Soleil et sa température de surface est de 3 309 K.